# Vizela
Vizela és un municipi portuguès, situat al districte de Braga, a la regió del Nord i a la Subregió de l'Ave. L'any 2001 tenia 22.595 habitants. Es divideix en 7 freguesies. Limita al nord i oest amb Guimarães, a l'est amb Felgueiras i al sud amb Lousada. El municipi fou creat el 1998 per desmembrament de diverses freguesies de Guimarães, Lousada i Felgueiras.
| Població del concelho de Vizela (2001 – 2004) | Població del concelho de Vizela (2001 – 2004) |
| --------------------------------------------- | --------------------------------------------- |
| 2001                                          | 2004                                          |
| 22595                                         | 23528                                         |

## Freguesies
- Infias
- Santa Eulália, anteriorment Santa Eulália de Barrosas
- Santo Adrião de Vizela
- São João de Caldas de Vizela (Vizela)
- São Miguel de Caldas de Vizela (Vizela)
- São Paio de Vizela
- Tagilde